# 1990-es Vuelta ciclista a España

Az 1990-es Vuelta a España volt a 45. spanyol körverseny. 1990. április 24-e és május 15-e között rendezték. A verseny össztávja 3711 km volt, és 21 szakaszból állt. Végső győztes az olasz Marco Giovannetti lett.

## Végeredmény
|    | Versenyző            | Csapat          | Idő           |
| -- | -------------------- | --------------- | ------------- |
| 1  | Marco Giovannetti    | Seur            | 94 óra 36' 40 |
| 2  | Pedro Delgado        | Banesto         | 1' 28         |
| 3  | Anselmo Fuerte       | ONCE            | 1' 48         |
| 4  | Pello Ruiz Cabestany | ONCE            | 2' 16         |
| 5  | Fabio Parra          | Kelme-Ibexpress | 3' 07         |
| 6  | Federico Echave      | CLAS-Cajastur   | 3' 52         |
| 7  | Miguel Induráin      | Banesto         | 6' 22         |
| 8  | Ivan Ivanov          | Alfa Lum        | 6' 48         |
| 9  | Uwe Ampler           | PDM-Concorde    | 7' 15         |
| 10 | Denis Roux           | Toshiba         | 7' 56         |